# コレブル駅
コレブル駅（コレブルえき）は、大韓民国慶尚北道盈徳郡に位置する韓国鉄道公社東海線の駅である。
コレ（고래）は「鯨」を意味する固有語、ブル（불）は干潟を意味する慶尚道方言に由来している。

## 駅構造
- 1面3線の高架駅である。

## 駅周辺
- コレブル海水浴場
- 柄谷初等学校
- 柄谷中学校

## 歴史
- 2025年1月1日：開業。

## 隣の駅
韓国鉄道公社
東海線
寧海駅 - コレブル駅 - 厚浦駅